# كريستوفر هوارد وولف
كريستوفر هوارد وولف (بالإنجليزية: Christopher Howard Wolf)‏ هو مصمم ألعاب فيديو ‏ أمريكي، ولد في 21 سبتمبر 1979 في ماونت كيسكو في الولايات المتحدة.

## وصلات خارجية
- الموقع الرسمي
- كريستوفر هوارد وولف على موقع IMDb (الإنجليزية)
- كريستوفر هوارد وولف على موقع ANN person (الإنجليزية)